# Kloster Santo Stefano del Bosco
Koordinaten: 38° 33′ 57″ N, 16° 19′ 6″ O

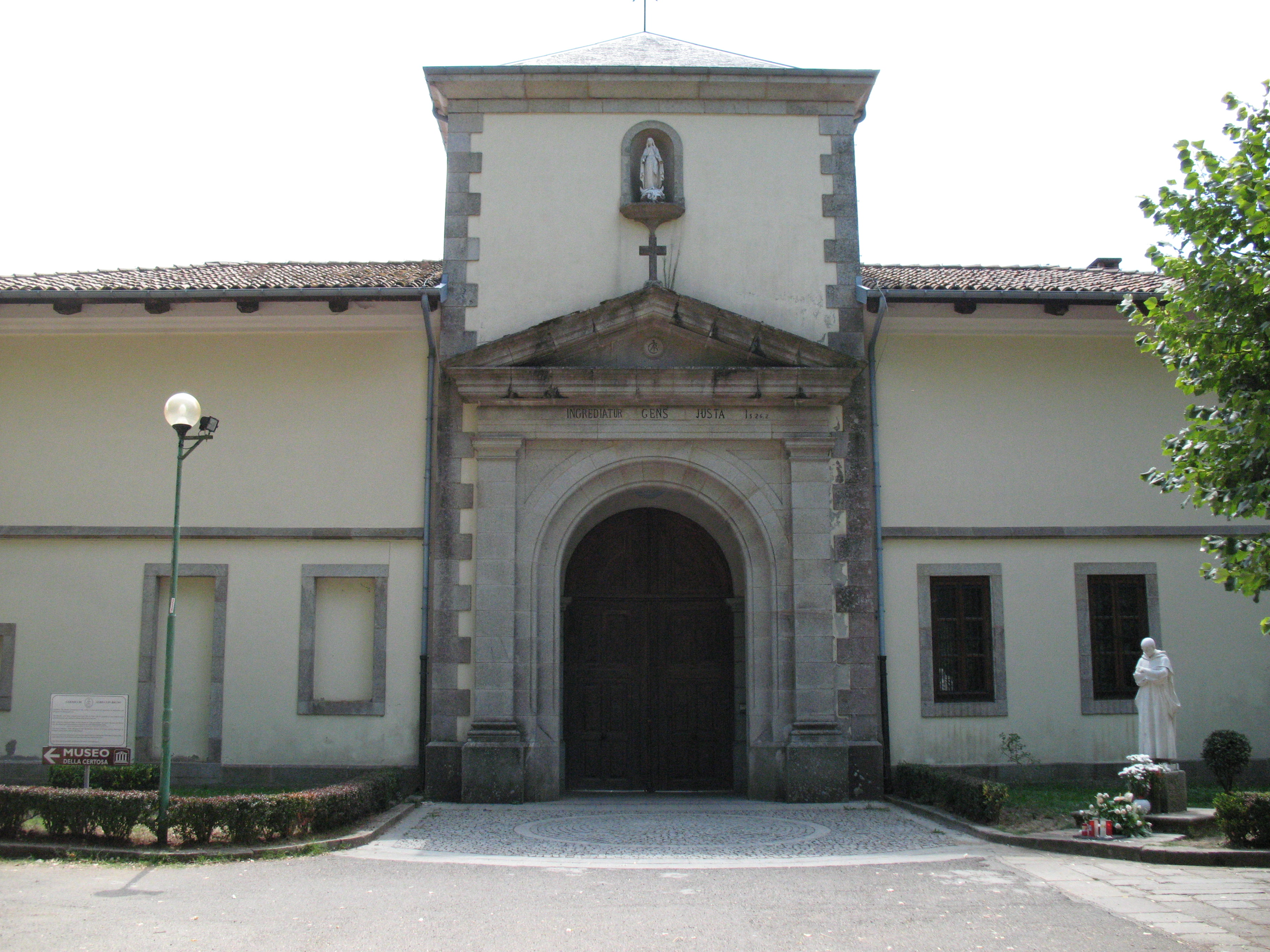
Das Hauptportal des Klosters

Das Kloster Santo Stefano del Bosco ist ein Kartäuserkloster, das vom Ende des 12. Jahrhunderts bis 1514 (nach anderen Angaben nur bis 1411) dem Zisterzienserorden angehörte, in Kalabrien, Italien, 36 km südöstlich von Vibo Valentia. Es liegt in der Gemeinde Serra San Bruno in der Provinz Vibo Valentia.
Das Kloster ist eine von drei bestehenden  Kartausen Italiens. Ein weiteres Brüderkloster, die Certosa di Farneta, befindet sich in Maggiano bei Lucca in der Toskana.  Eine Kartause, die Certosa della Trinità bei Dego in der Region Ligurien, wird von Nonnen bewohnt.

## Geschichte

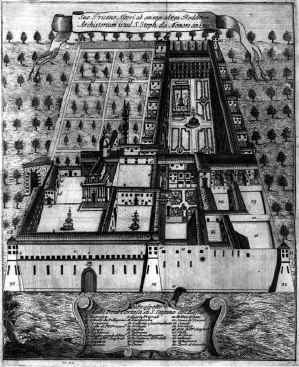
Das Kloster im 17. Jahrhundert

1091 begleitete  Bruno von Köln, der Gründer der Kartäuser, Papst Urban II. nach Kalabrien. Der Ort, der Bruno in den Bergen bei Mileto für eremitisches Leben geeignet erschien, wurde ihm von Roger I., Graf von Kalabrien und Sizilien, geschenkt und 1091 von Bischof Theodor von Squillace in einer griechisch-lateinischen Urkunde bestätigt.  Unter Brunos Nachfolger Lanuinus wurde in Montauro ein Kloster für diejenigen Mönche eingerichtet, die ein gemeinschaftliches Leben nach der Regel des Hl. Benedikt bevorzugten. Lanuinus wurde von Papst Paschalis II. mehrfach mit der Regelung von Angelegenheiten benachbarter Benediktinerklöster beauftragt. Der dritte Magister Lambertus errichtete schließlich ein Kloster für die Koinobiten an der heutigen Stelle.
Da die große Mehrheit der Mönche nicht mehr als Eremiten lebte, suchte der Prior Wilhelm um Aufnahme in den Zisterzienserorden nach, die als Tochter von Kloster Fossanova aus der Filiation der Primarabtei Kloster Clairvaux erfolgte. Die päpstliche Genehmigung dieses Übergangs erteilte Coelestin III. im Jahre 1192.  Erst die Kommende brachte den Niedergang.
Im Jahr 1514 genehmigte Papst Leo X. den zurückgekehrten Kartäusern den Kult des hl. Bruno. Das Kloster wurde von den Kartäusern erneuert. Nach einem verheerenden Erdbeben im Jahr 1783 verfiel das Kloster und wurde von den Kartäusern verlassen. 1808 wurde es unter der Herrschaft von Joseph Bonaparte aufgehoben.
1840 (nach anderen Angaben 1856, 1887 oder 1900) wurde das Kloster von den Kartäusern wieder besetzt und nach Plänen des französischen Architekten Pichat restauriert. Zwischen 1985 und 1991 fand eine weitere Restaurierung statt.

## Anlage und Bauten

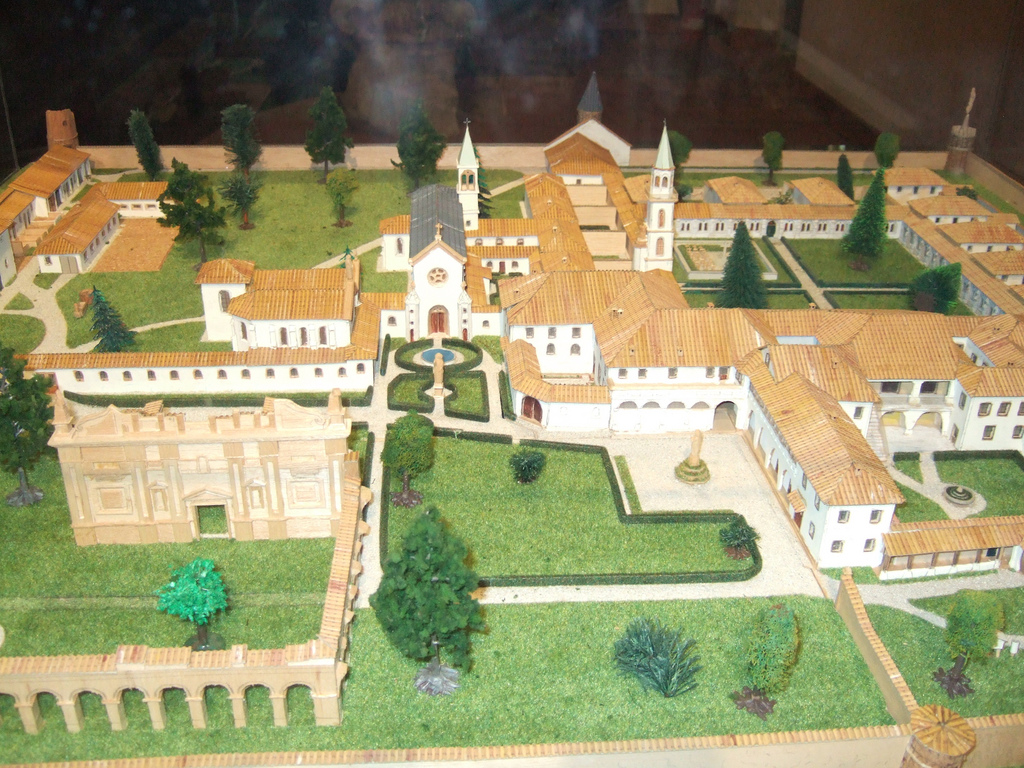
Modell der Klosteranlage

Erhalten hat sich die eindrucksvolle Fassadenruine des Kartäuserklosters aus dem 16. Jahrhundert. Das wieder zusammengesetzte Altarziborium steht in der Chiesa dell’Addolorata in Serra S. Bruno.